# Neusspray

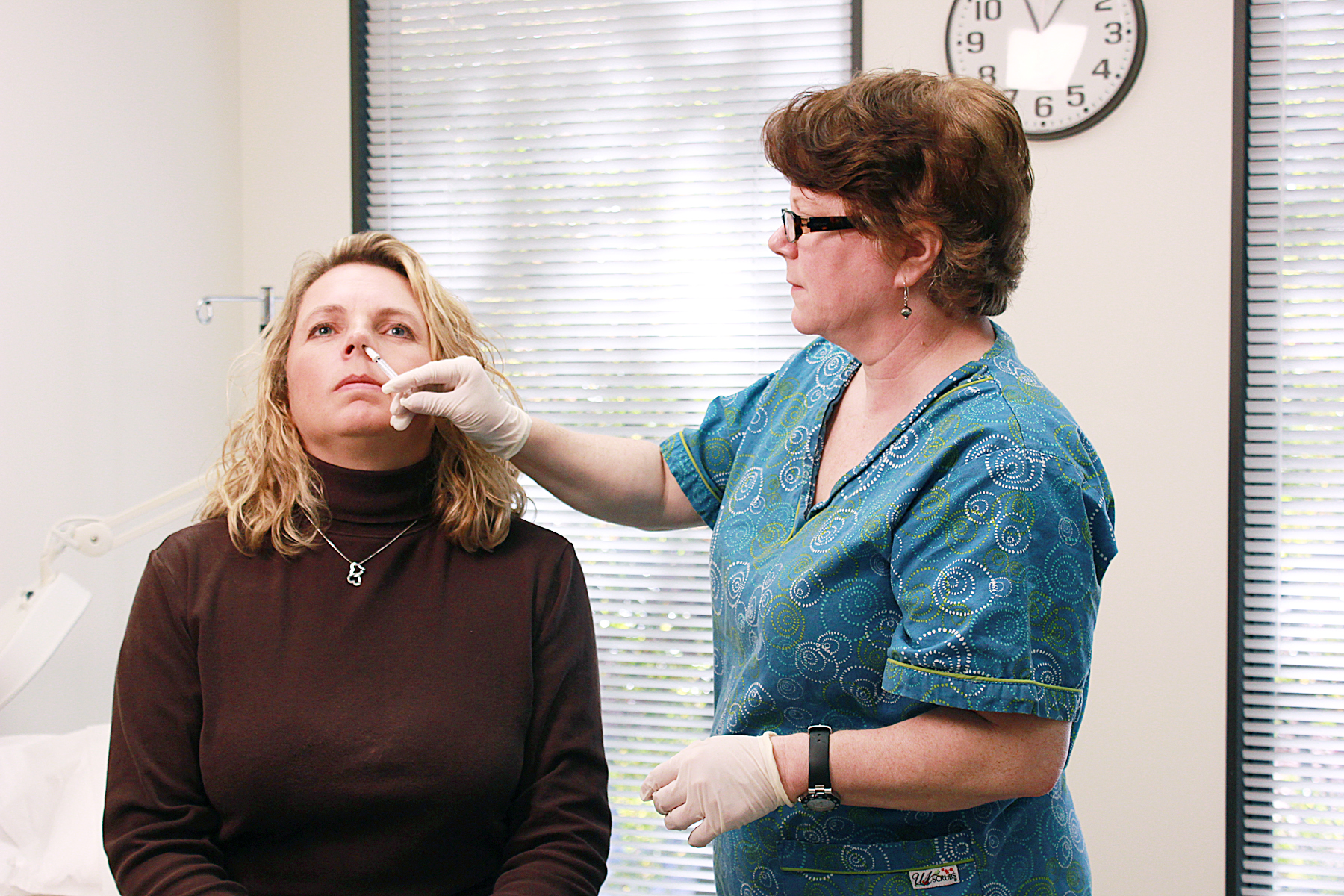
griepvaccinatie door middel van een neusspray

Een neusspray is een toepassing voor het toedienen van medicijnen door de neus (nasale medicatie).
Neusspray ontleent zijn naam aan de Engelse term 'spray', die ook voorkomt in namen van cosmetische producten zoals deodorantspray. De term "spray" geeft aan dat een vloeistof onder druk wordt verneveld met behulp van een sproeikop. De meeste neussprays worden verneveld door middel van een sproeikop met een pompje, bij sommige gebeurt dit door in het flesje te knijpen (nebulisator).